# Bagous frit
Bagous frit är en skalbaggsart som först beskrevs av Herbst 1795.  Bagous frit ingår i släktet Bagous, och familjen vivlar. Arten är reproducerande i Sverige.